# Lac en Cœur (Lac-aux-Sables)
Le lac en Cœur est une étendue d'eau douce située dans le 4e rang Price, de la municipalité du Lac-aux-Sables, dans la municipalité régionale de comté (MRC) Mékinac, dans la région administrative de la Mauricie, au Québec, au Canada.

## Géographie
Le lac en Cœur est situé en zone forestière, à 1,6 km au nord-ouest du village d'Hervey-Jonction, à 1,8 km (en ligne directe) au sud-est du lac du Missionnaire et à 500 m de la limite de Sainte-Thècle (au sud). À l'est et à l'ouest, le lac est bordé par des montagnes d'une altitude de 220 m. ; tandis qu'au nord la montagne (distante de 2,1 km) atteint 376 m. Le chemin du Lac-en-Cœur permet de relier le lac avec le village d'Hervey-Jonction.
Bien que la rivière Tawachiche est à seulement 1,3 km du lac en Cœur et à 140 m. d'un petit lac de tête (lequel descend le sud pour aller se déverser dans le lac en Cœur), le lac en Cœur fait partie du bassin versant de la rivière des Envies. Le deuxième petit ruisseau alimentant le lac en Cœur provient du nord-ouest.
L'embouchure du lac se déverse par le sud dans la rivière en Cœur, laquelle parcourt 500 m vers le sud, pour se déverser dans le lac des Tounes (long de 520 m). Après avoir traversé ce dernier, la rivière continue vers le sud sur 260 m. pour se jeter à l'extrémité nord du lac Croche (Sainte-Thècle).
Le camp de vacances du lac en Cœur est situé dans la partie sud du lac. Ce centre de loisirs pour la jeunesse a fait la grande popularité du lac en Cœur.

## Camp du lac en Cœur
Le camp du lac en Cœur est un centre de loisir pour la jeunesse offrant des classes en nature et des activités familiales. Ce camp est administré par la corporation Les Villages Étudiants inc. Le premier directeur général du camp a été l'abbé Paul Boivin. Le second membre fondateur a été l'abbé Charles-Henri Lapointe. À l'origine, ce camp de vacance intégrait une formation religieuse à la jeunesse.
Les trois grandes époques de son histoire sont :
- l'épisode de la jeunesse étudiante catholique (J.E.C.) de 1946 à 1968,
- l'épisode du Centre Landry de 1968 à 1974 et
- le camp de 1974 à nos jours.

## Toponymie
Le lac en Cœur tient son nom par sa forme qui ressemble à un cœur avec la moitié droite dominante.
Le toponyme « lac en Cœur » a été officialisé le 14 juin 1976 à la Banque des noms de lieux de la Commission de toponymie du Québec.